# Jan Městecký
Jan O. Městecký (15. nebo 16. května 1845 Semechnice – 13. února 1912 Praha) byl rakouský pedagog a politik české národnosti z Čech, poslanec Českého zemského sněmu.

## Biografie
Vystudoval gymnázium v Hradci Králové a filologii na Karlo-Ferdinandově univerzitě. Po studiích po jistou dobu pracoval jako suplent na akademickém gymnáziu. Roku 1869 se stal profesorem na městské střední škole a v tomto ústavu setrval i po jeho převzetí státem. V letech 1878–1882 působil coby profesor na vyšším reálném gymnáziu v Praze. Od roku 1883 byl profesorem na malostranském gymnáziu s českou vyučovací řečí. Od roku 1889 byl obecním starším a od roku 1900 městským radním. V roce 1900 mu byla udělena jubilejní vzpomínková medaile za civilní státní službu. Byl rovněž předsedou Malostranské záložny a z toho titulu také členem správní rady Živnostenské banky.
V 80. letech se zapojil i do vysoké politiky. V doplňovacích zemských volbách v roce 1880 byl zvolen na Český zemský sněm, kde zastupoval kurii městskou, obvod Hořovice, Beroun, Rokycany, Radnice. Nahradil poslance Ottu Gintla. Mandát zde obhájil v zemských volbách v roce 1883. V zemských volbách v roce 1889 byl zvolen za kurii městskou, obvod Praha-Malá Strana. Patřil k staročeské straně.
Zemřel v únoru 1912.